# Kossuth Lajos tér
Kossuth Lajos tér (dawniej Kossuth tér) - stacja metra w Budapeszcie, na wschodnim brzegu Dunaju tuż przy budynku węgierskiego parlamentu. Posiadająca jeden centralnie ulokowany peron stacja znajduje się pod placem Lajosa Kossutha.